# Möll
A Möll a Dráva bal oldali mellékfolyója Ausztria Karintia tartományának északnyugati részén. Neve feltehetően a görgeteget, törmeléket jelentő szlovén mel szóból származik. 

## Folyása

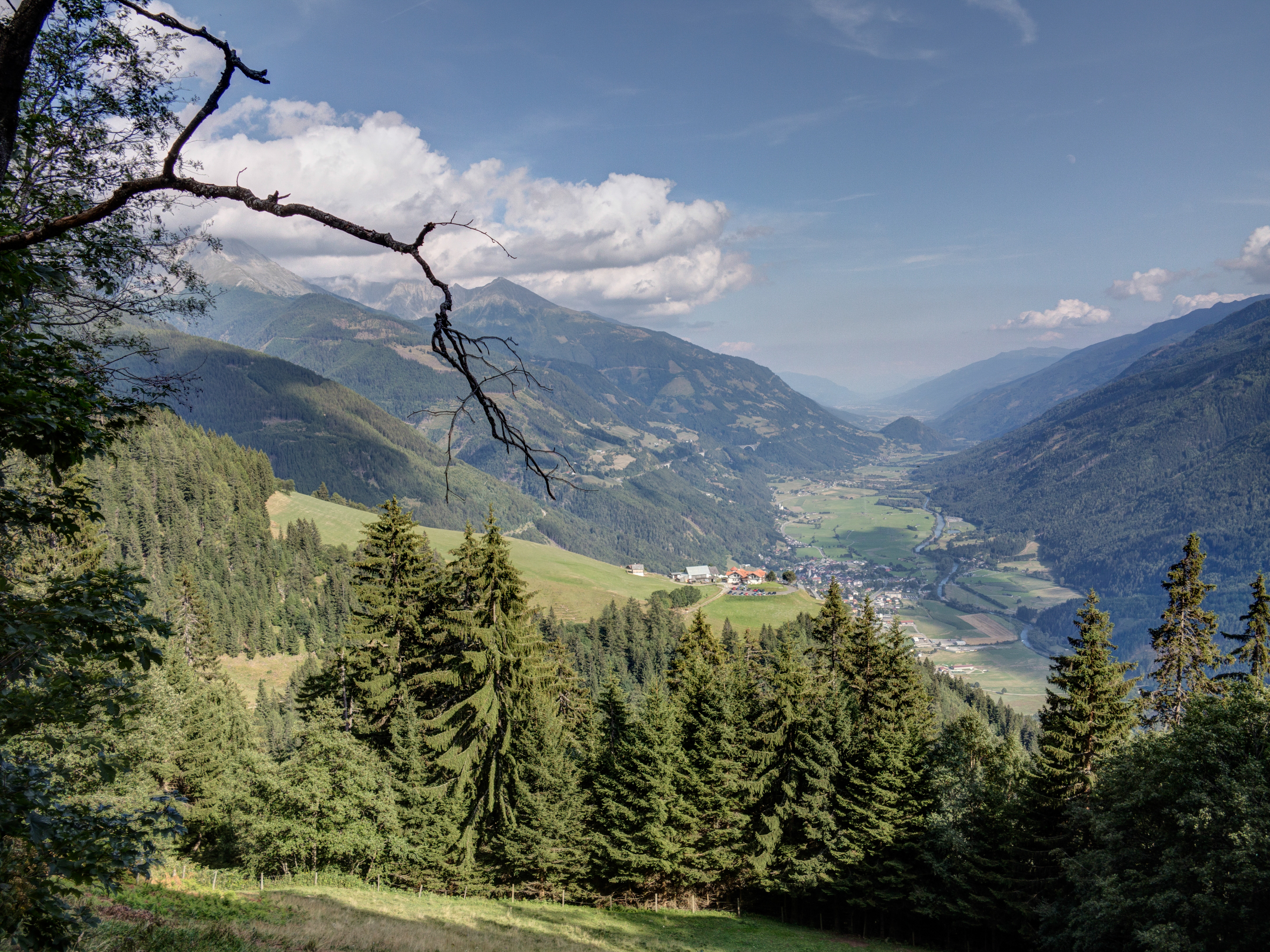
A Möll völgye Obervellachnál

A folyó Ausztria legmagasabb hegye, a Középső-Keleti-Alpok Magas-Tauern hegyláncán található, 3798 m magas Großglockner keleti lejtőjén lévő Pasterze-gleccserből ered. 84 km megtétele után Möllbrückénél ömlik a Drávába. Közvetlenül a gleccser alatt egy gáttal a Margaritze-víztározóba gyűjtik a vizét, ahonnan alagutakon kerül át a hegygerinc túlsó oldalára, a Salzburg tartományban lévő kapruni vízierőmű táplálására.
A folyó ezután a Großglockner magashegyi autóút mellett haladva eléri Heiligenblutot, majd tőle délre elválasztja a nyugati Schober-csoport és a keleti Goldberg-csoport hegyeit. A tiroli határ mellett Winklernnél északkelet felé fordul kiszélesedő völgyében, a Kreuzeck-csoport északi határán.  
Északkelet felé haladó szakaszának kb. a felénél, Stallnál ismét gát zárja el a folyót, amely a Gößnitzi-víztározót hozza létre. Obervellachnál a Möll délkelet felé fordul és innentől kezdve a Tauern-vasút kíséri. Kolbnitznál és a torkolata közelében a folyót ismét gátak zárják el; a Rottaui-víztározóból a víz egy részét a Malta-Reißeck vízierőműhoz terelik.
A Möll a vadvízi evezősök és raftingozók egyik kedvenc karintiai helyszíne. Flattachnál mesterséges vadvízi pályát is építettek a számukra, ahol versenyeket is rendeznek.

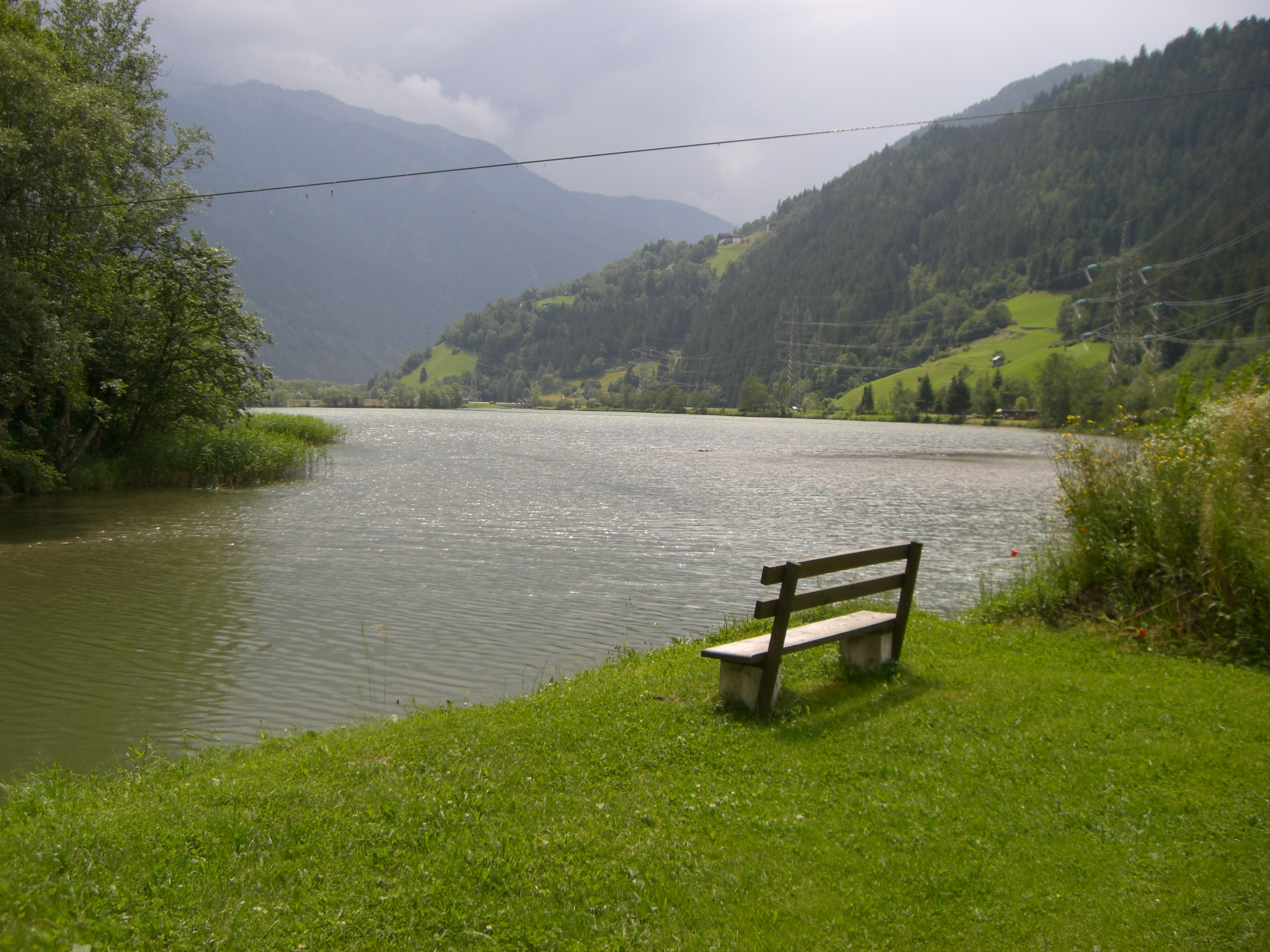
A Gößnitzi-víztározó
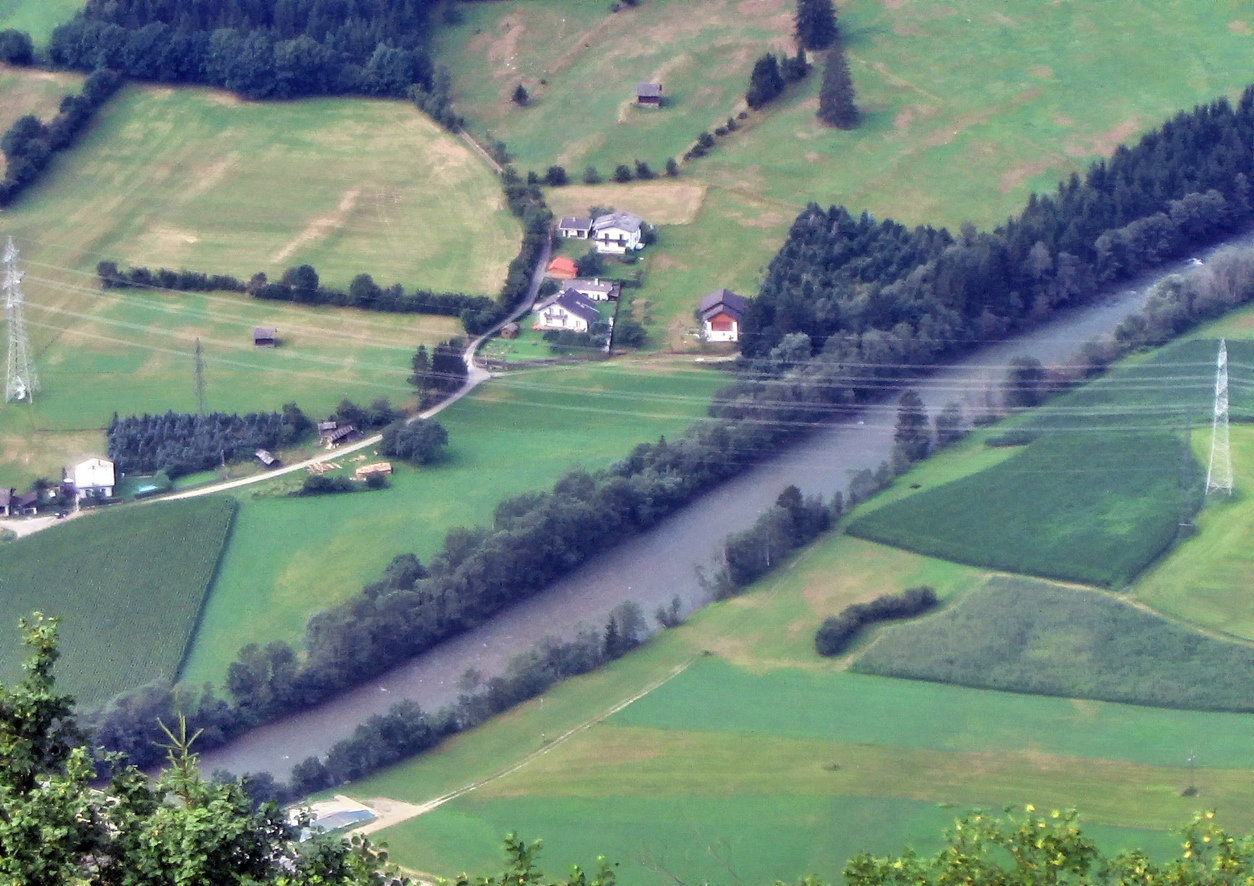
A Möll Penk mellett
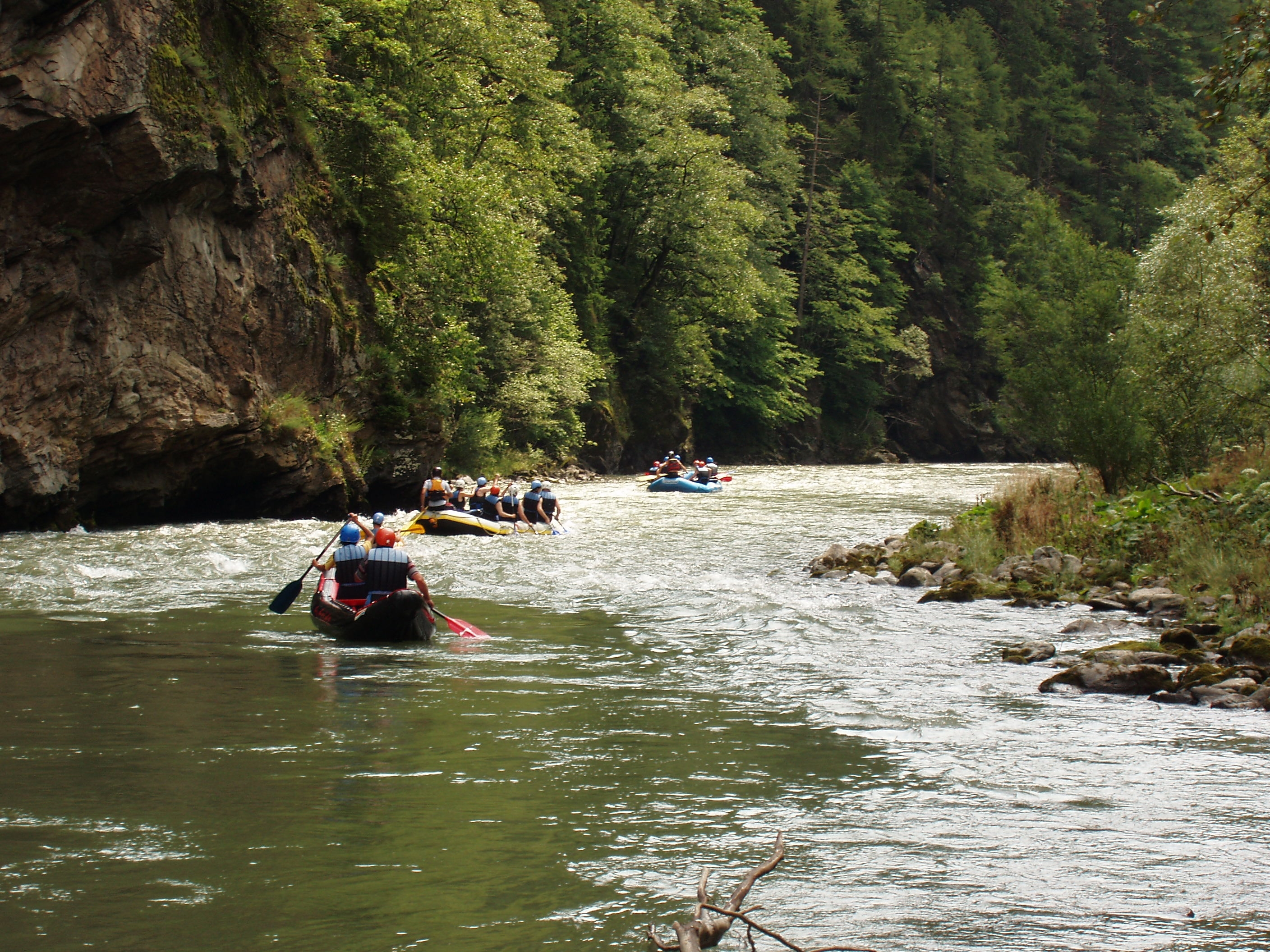
Raftingozók Napplachnál
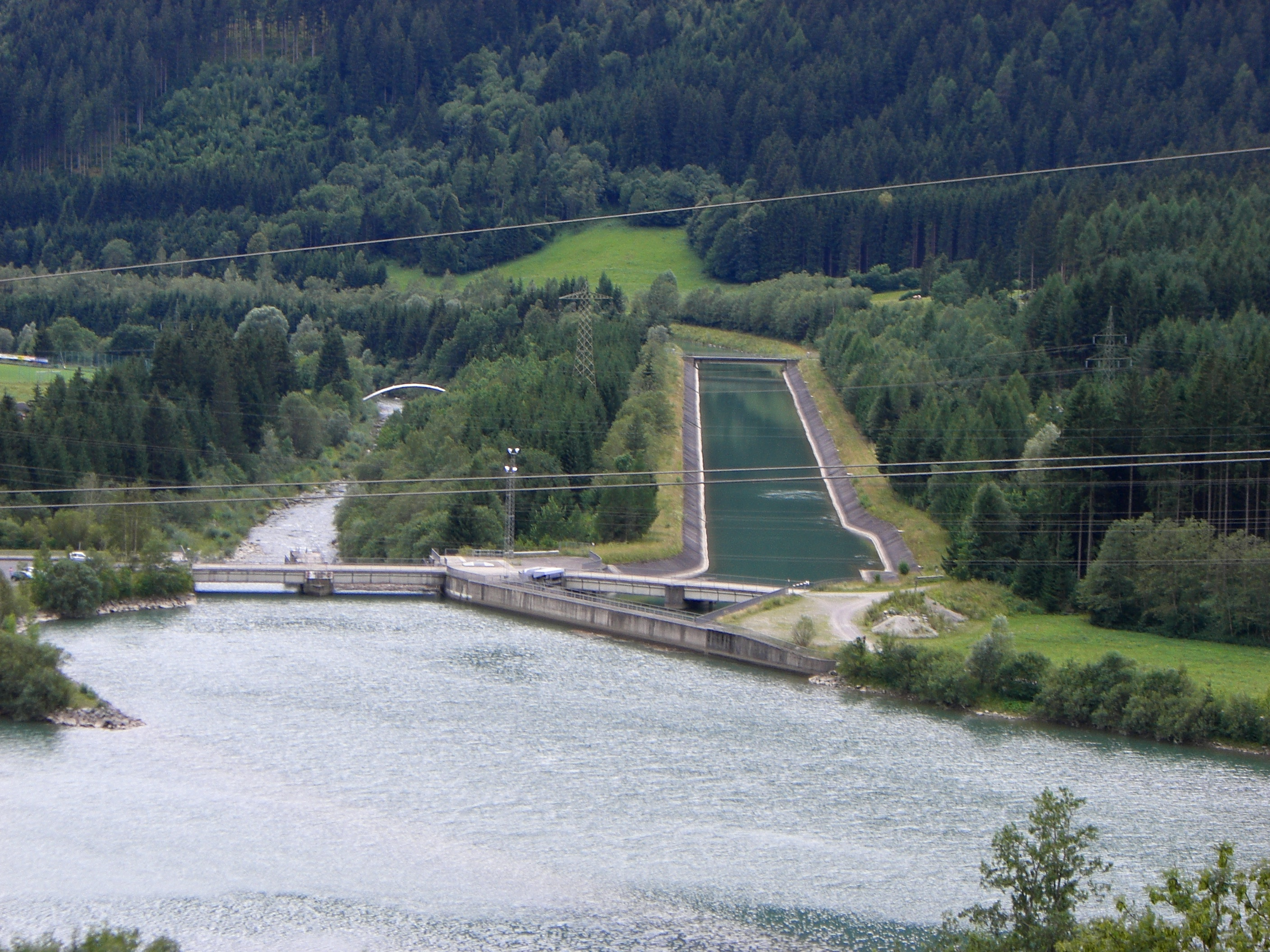
A Rottaui-víztározó

## Fordítás
- Ez a szócikk részben vagy egészben  a   Möll című angol Wikipédia-szócikk ezen változatának fordításán alapul.  Az eredeti cikk szerkesztőit annak laptörténete sorolja fel. Ez a jelzés csupán a megfogalmazás eredetét és a szerzői jogokat jelzi, nem szolgál a cikkben szereplő információk forrásmegjelöléseként.